# Trachycephalus resinifictrix
Trachycephalus resinifictrix là một loài ếch lớn sống trên cây. Nó là loài bản địa của rừng mưa Amazon ở Nam Mỹ. Đôi khi nó được gọi là ếch sữa màu xanh. Nó lần đầu tiên được phát hiện dọc theo sông Maracana ở Brazil. Loài này trước đây thuộc về chi Phrynohyas, mà gần đây đã được phân loại lại với Trachycephalus.